# Bahnstrecke Plaisir-Grignon–Épône-Mezières
| |                           |                                                                 |                                                                 |
| Plaisir-Grignon–Épône-Mezières |                           |                                                                 |                                                                 |
| In der Nähe des Bahnhofes von Beynes |                           |                                                                 |                                                                 |
| Streckennummer (SNCF): | 396 000                   |                                                                 |                                                                 |
| Streckenlänge: | 20 km                     |                                                                 |                                                                 |
| Spurweite: | 1435 mm (Normalspur)      |                                                                 |                                                                 |
| Stromsystem: | 25 kV ~ 50 Hz, 1,5 kV = ~ |                                                                 |                                                                 |
| Maximale Neigung: | 9 ‰                       |                                                                 |                                                                 |
| Streckengeschwindigkeit: | 120 km/h                  |                                                                 |                                                                 |
| Zugbeeinflussung: | BAL                       |                                                                 |                                                                 |
| Zweigleisigkeit: | Ja                        |                                                                 |                                                                 |
| |                           |                                                                 |                                                                 |
| \| \| \| Bahnstrecke Saint-Cyr–Surdon von Saint-Cyr-l’École \| \| \| \| 32,218 \| Plaisir-Grignon \| 106 m \| \| \| 32,900 \| Systemwechsel 1,5= / 25~ kV \| Systemwechsel 1,5= / 25~ kV \| \| \| 33,572 \| Bahnstrecke Saint-Cyr–Surdon nach Surdon (Abzw. Plaisir) \| Bahnstrecke Saint-Cyr–Surdon nach Surdon (Abzw. Plaisir) \| \| \| 38,495 \| Beynes \| 56 m \| \| \| \| Ru de Gally \| \| \| \| \| Chemins de fer de grande banlieue ex-TVM[Anm. 1] v. Versailles[1] \| \| \| \| 42,382 \| Mareil-sur-Mauldre \| 48 m \| \| \| 44,441 \| Maule \| 40 m \| \| \| \| D 191 (ehem. N 191) \| \| \| \| 47,968 \| Nézel-Aulnay \| 30 m \| \| \| ~50,100 \| Chemins de fer de grande banlieue ex-TVM nach Meulan \| Chemins de fer de grande banlieue ex-TVM nach Meulan \| \| \| ~50,300 \| D 113 (ehem. N 13) \| D 113 (ehem. N 13) \| \| \| 50,612 \| Bahnstrecke Paris–Le Havre n. Paris-St-Lazare (Abzw. Étumières) \| Bahnstrecke Paris–Le Havre n. Paris-St-Lazare (Abzw. Étumières) \| \| \| 51,219 \| Mauldre \| Mauldre \| \| \| 51,816 \| Bahnstrecke Paris–Le Havre von Paris-St-Lazare (Abzw. Épône) \| Bahnstrecke Paris–Le Havre von Paris-St-Lazare (Abzw. Épône) \| \| \| 52,268 \| Épône-Mézières \| 22 m \| \| \| \| Bahnstrecke Paris–Le Havre nach Le Havre ü. Mantes-la-Jolie \| \| |                           |                                                                 |                                                                 |
| |                           | Bahnstrecke Saint-Cyr–Surdon von Saint-Cyr-l’École              |                                                                 |
| Bahnhof | 32,218                    | Plaisir-Grignon                                                 | 106 m                                                           |
| Wechsel des Eisenbahninfrastrukturunternehmens | 32,900                    | Systemwechsel 1,5= / 25~ kV                                     | Systemwechsel 1,5= / 25~ kV                                     |
| | 33,572                    | Bahnstrecke Saint-Cyr–Surdon nach Surdon (Abzw. Plaisir)        | Bahnstrecke Saint-Cyr–Surdon nach Surdon (Abzw. Plaisir)        |
| Bahnhof | 38,495                    | Beynes                                                          | 56 m                                                            |
| Brücke über Wasserlauf |                           | Ru de Gally                                                     | Ru de Gally                                                     |
| U-Bahn-Strecke quer · Bahnübergang · U-Bahn-Strecke von rechts (außer Betrieb) |                           | Chemins de fer de grande banlieue ex-TVM v. Versailles          | Chemins de fer de grande banlieue ex-TVM v. Versailles          |
| Haltepunkt / Haltestelle · U-Bahn-Haltepunkt / Haltestelle | 42,382                    | Mareil-sur-Mauldre                                              | 48 m                                                            |
| Bahnhof · U-Bahn-Bahnhof | 44,441                    | Maule                                                           | 40 m                                                            |
| ehemaliger Bahnübergang |                           | D 191 (ehem. N 191)                                             | D 191 (ehem. N 191)                                             |
| Bahnhof | 47,968                    | Nézel-Aulnay                                                    | 30 m                                                            |
| U-Bahn-Strecke quer · Kreuzung geradeaus oben · U-Bahn-Strecke nach rechts (außer Betrieb) | ~50,100                   | Chemins de fer de grande banlieue ex-TVM nach Meulan            | Chemins de fer de grande banlieue ex-TVM nach Meulan            |
| Brücke | ~50,300                   | D 113 (ehem. N 13)                                              | D 113 (ehem. N 13)                                              |
| | 50,612                    | Bahnstrecke Paris–Le Havre n. Paris-St-Lazare (Abzw. Étumières) | Bahnstrecke Paris–Le Havre n. Paris-St-Lazare (Abzw. Étumières) |
| Brücke über Wasserlauf | 51,219                    | Mauldre                                                         | Mauldre                                                         |
| Abzweig geradeaus und von rechts | 51,816                    | Bahnstrecke Paris–Le Havre von Paris-St-Lazare (Abzw. Épône)    | Bahnstrecke Paris–Le Havre von Paris-St-Lazare (Abzw. Épône)    |
| Bahnhof | 52,268                    | Épône-Mézières                                                  | 22 m                                                            |
| |                           | Bahnstrecke Paris–Le Havre nach Le Havre ü. Mantes-la-Jolie     |                                                                 |

Die Bahnstrecke Plaisir-Grignon–Épône-Mezières, in Frankreich auch Ligne de la vallée de la Mauldre (dt.: Mauldretalbahn) genannt, ist eine 20 km lange, normalspurige, zweigleisige und elektrifizierte Eisenbahnstrecke im Département Yvelines in der Région Île de France.
Entlang der Mauldre, eines linken Nebenflüsschens der Seine bereits unterhalb von Paris, verbindet sie westlich der französischen Metropole den Bahnhof Plaisir-Grignon in Richtung Nordwesten mit dem Bahnhof Épône-Mezières und somit die Bahnstrecken Paris-Le Havre in ihrem Norden und Saint-Cyr–Surdon in ihrem Süden und damit auch mit dem vom Pariser Bahnhof Montparnasse ausgehenden Streckennetz samt des südlichen Abschnitts der Pariser Güterumfahrungstrecke Grande Ceinture. Auf ihr fahren Transilien-Regionalbahnen, die zwischen Paris-Montparnasse und Mantes-la-Jolie verkehren. Ohne Verkehrshalt verkehren auf dieser Strecke die TGV-Direktverbindung zwischen Le Havre, Lyon-Perrache und Marseille-Saint-Charles sowie Güterzüge, wobei die Bahnstrecke Plaisir-Grignon–Épône-Mezières inzwischen auch als Ersatz für stillgelegte Teilstrecken der Grand Ceinture im Westen von Paris fungiert.

## Geschichte
Das Gesetz vom 17. Juli 1879 (bekannt als Plan Freycinet) zur Förderung des Eisenbahnbaus listete als 36. von insgesamt 181 wünschenswerten Eisenbahnstrecken eine Strecke von „Rambouillet über einen noch zu bestimmenden Punkt zwischen Mantes und Meulan hin zu einem noch zu bestimmenden Punkt zwischen Marines und Chars an der Bahnstrecke von Pontoise nach Gisors“.
Durch ein Gesetz vom 15. März 1886 wurde der Bau dieser Strecke der Compagnie des chemins de fer de l'Ouest zugesprochen. Durch ein Gesetz vom 14. Juni 1897 wurde sie zu einer gemeinnützigen Einrichtung erklärt, wodurch die Erteilung der Konzession endgültig wurde. Am 30. August 1900 ging sie in Betrieb.
Am 13. September 1977 wurden die Elektrifizierung der Strecke und der selbsttätige Streckenblock (frz.: BAL = block automatique lumineux) in Betrieb genommen. BAL wurde später durch eine Geschwindigkeitskontrolle mittels Balisen ergänzt. Im September 1986 fuhr der erste TGV auf dieser Strecke (von Rouen nach Lyon über Mantes-la-Jolie und Versailles-Chantiers). Seit September 1990 verkehren Direktzüge zwischen den Bahnhöfen Paris-Montparnasse und Mantes-la-Jolie über Plaisir-Grignon.

## Beschreibung der Strecke
Die Strecke weist nahezu konstant ein Gefälle aus Richtung Plaisir-Grignon (Höhe 104 m) in Richtung Epône-Mézières (Höhe 22 m) auf. Die maximale Neigung beträgt 9 mm/m. Die Höchstgeschwindigkeit betrug im Jahr 2012 für alle Zugarten 120 km/h. Die Strecke ist komplett zweigleisig. Sie verfügt über keine nennenswerten Kunstbauten. Die Stromversorgung erfolgte mit 1,5 kV Gleichstrom von Plaisir-Grignon bis zur Trennstrecke in Streckenkilometer 32,9 und mit 25 kV 50 Hz Wechselstrom von der genannten Trennstrecke bis Épône-Mézières. Nur die durchgehenden Hauptgleise sind in den Zwischenstationen noch in Benutzung.